# Paraptenodytes
Paraptenodytes — викопний рід пінгвінів, що існував впродовж міоцену та пліоцену. Викопні рештки різних видів знайдені в Аргентині. Разом із родом Arthrodytes утворює підродину Paraptenodytinae, яке не є родоначальником сучасних пінгвінів.

## Види
- Paraptenodytes antarcticus Ameghino 1891
- Paraptenodytes brodkorbi Simpson 1972
- Paraptenodytes robustus Ameghino 1894